# Tvåsjöarna
Tvåsjöarna är varandra näraliggande sjöar i Lycksele kommun i Lappland och ingår i Öreälvens huvudavrinningsområde.
- Tvåsjöarna (Lycksele socken, Lappland, 716818-161748), sjö i Lycksele kommun, 64°35′56″N 18°14′53″Ö / 64.599°N 18.2481°Ö (18,3 ha)
- Tvåsjöarna (Lycksele socken, Lappland, 716853-161682), sjö i Lycksele kommun, 64°36′12″N 18°14′55″Ö / 64.6034°N 18.2487°Ö (25,5 ha)